# Пизмо Бич (Калифорнија)
Пизмо Бич (енгл. Pismo Beach) град је у америчкој савезној држави Калифорнија. По попису становништва из 2010. у њему је живело 7.655 становника.

## Демографија
Према попису становништва из 2010. у граду је живело 7.655 становника, што је 896 (10,5%) становника мање него 2000. године.
| Група             | 2000.         | 2010.         |
| Белци             | 7.449 (87,1%) | 6.510 (85,0%) |
| Афроамериканци    | 51 (0,6%)     | 50 (0,7%)     |
| Азијати           | 250 (2,9%)    | 203 (2,7%)    |
| Хиспаноамериканци | 589 (6,9%)    | 715 (9,3%)    |
| Укупно            | 8.551         | 7.655         |